# A Grande Viagem
A Grande Viagem é uma telenovela brasileira produzida pela extinta TV Excelsior e exibida de 1 de novembro de 1965 a 26 de fevereiro de 1966 no horário das 19h30, totalizando 101 capítulos. Foi escrita por Ivani Ribeiro e dirigida por Walter Avancini.

## Sinopse
Pardini, uma espécie de pirata moderno é um homem frio e perverso, se apodera de um luxuoso navio e muda o curso do mesmo, levando todos os passageiros para uma ilha, onde uma fabulosa quantia de dinheiro está escondida. Fatos estranhos começam a acontecer na ilha, passageiros são seguidos, objetos revistados, incêndio, tentativa de assassinato etc.

## Elenco
| Ator/Atriz         | Personagem  |
| ------------------ | ----------- |
| Henrique César     | Pardini     |
| Flora Geny         | Iolanda     |
| Daniel Filho       | Dr. Renato  |
| Regina Duarte      | Isabel      |
| Fúlvio Stefanini   | Sérgio      |
| Miriam Mehler      | Elisa       |
| Márcia Real        | Marion      |
| Altair Lima        | Henrique    |
| Rodolfo Mayer      | Padre Lucas |
| Riva Nimitz        | Theodora    |
| Mauro Mendonça     | Júlio       |
| Mário Ernesto      | Romão       |
| Bentinho           | Iamamoto    |
| Ayres Pinto        | Argemiro    |
| Humberto Militello | Bertoldo    |
| Procópio Ferreira  | Pedro       |
| Betinha            | Suzana      |
| Pedro Carlos       |             |
| Tony Vieira        |             |